# Хоноричи (Тимиш)
Хоноричи (рум. Honorici) насеље је у Румунији у округу Тимиш у општини Виктор Влад Деламарина. Oпштина се налази на надморској висини од 154 m.

## Прошлост
По "Румунској енциклопедији" место се помиње 1371. године. Године 1717. пописано је у месту 20 домова.
Аустријски царски ревизор Ерлер је 1774. године констатовао да место "Хонориш" припада округу и дистрикту Лугож. Становништво је било претежно влашко.

## Становништво
Према подацима из 2002. године у насељу је живело 360 становника, од којих су сви румунске националности.